# Melick
Melick est un village néerlandais situé dans la commune de Roerdalen, dans la province du Limbourg néerlandais. Le 1er janvier 2007, le village comptait 3 640 habitants.
Jusqu'en 2003, Melick faisait partie de la commune de Melick en Herkenbosch.